# باستافلورا
الباستافلورا هو نوع من الكيك المحشو بالمربى والمقسّم إلى مربّعات. لا تمت كلمة باستا في هذه الحلى إلى أي نوع من المعكرونة. تحضّر الباستافلورا من الدقيق والبيض والسكر والزبدة والبايكنغ باودر والفانيليا والمربّى.

## معلومات غذائية
تحتوي قطعة الباستافلورا (100غ تقريباً) بحسب موقع شهية، على المعلومات الغذائية التالية:
- السعرات الحرارية: 180
- الدهون: 2
- الدهون المشبعة: 1
- الكوليسترول: 5
- الكاربوهيدرات: 38
- البروتينات: 2

## وصلات خارجية
- طريقة عمل باستافلورا